# Stylo-feutre
 (août 2022).
Si vous disposez d'ouvrages ou d'articles de référence ou si vous connaissez des sites web de qualité traitant du thème abordé ici, merci de compléter l'article en donnant les références utiles à sa vérifiabilité et en les liant à la section « Notes et références ».
Un stylo-feutre, ou tout simplement feutre, est un type de stylo avec sa propre source d'encre qui sert principalement à écrire de façon permanente ou non sur des surfaces diverses (le papier entre autres). Un stylo-feutre qui forme des traits larges est appelé marqueur. En général, la pointe est fabriquée avec des matières poreuses. Ainsi les premiers stylos-feutres avaient une pointe en feutre, d'où l'origine du nom. À l'heure actuelle, le feutre naturel a laissé la place aux fibres synthétiques. La pointe peut aussi être fabriquée avec des matières non poreuses bien que ce ne soit pas très courant.
Un feutre temporaire utilise une encre effaçable, c'est-à-dire une encre qui adhère sur la surface sur laquelle on veut écrire mais qui n'est pas absorbée ou chimiquement liée à celle-ci. Ces feutres effaçables sont destinés à être utilisés sur des transparents pour rétroprojecteurs ou sur des ardoises blanches, ou à être utilisés par des enfants lorsque les parents veulent pouvoir effacer après.
Il existe également des feutres fluorescents dont l'encre est invisible en temps normal et qui sont utilisés comme sécurité pour les cas de vol ou de cambriolage pour déterminer le propriétaire d'un objet volé. Une lumière noire ou des rayons ultraviolets permettent ensuite de rendre l'encre visible.
En arts graphiques (studios de création, agences de publicité), les feutres sont utilisés pour réaliser les roughs (maquette simulant l'aspect d'une photographie à réaliser) par des illustrateurs généralement spécialisés, les roughmen. Ils disposent de gammes très étendues en couleurs, et les stylos ont le plus souvent plusieurs pointes de tailles et de formes différents. Beaucoup de ces feutres peuvent être rechargés avec des encres, et on peut obtenir des couleurs supplémentaires par mélange de ces encres. Il existe aussi des feutres incolores, mais remplis de solvant, qui permettent de mélanger et de dégrader les teintes directement sur le papier. Le papier utilisé, dit papier lay-out, est adapté à cet usage : fin et semi-transparent, il permet de dessiner par calque, il résiste au traversement par les solvants et ne gondole pas.

## Historique
On doit l'invention du stylo-feutre proprement dit à la société japonaise Pentel, qui le commercialise en 1963. Elle fabrique d'abord des stylos-feutres à pointe acrylique appelés feutres, marqueurs indélébiles ou non, idéaux pour écrire sur les tableaux blancs de type Velleda. 
Sur sa lancée, Pentel fabrique ensuite des feutres de plus en plus techniques (à pointe bille roller, à pointe céramique…), mais qui ne sont plus des stylos-feutres au sens strict.
En 1971, le stylo-feutre connaît une nouvelle évolution avec le surligneur à l'encre fluorescente (Stabilo). Depuis cette date, cette société a vendu plus d'un milliard de Stabilo dans le monde.
Plus récemment sont apparus le feutre craie, appelé aussi stylo-craie (nom également donné à un crayon en bois utilisant une pointe de craie, utilisé en couture), ou encore marqueur craie. Il s'agit d'un type de feutre utilisé sur des matières sombres. Il en existe en blanc ou en différentes couleurs. Il est constitué d'une matière proche de la craie, mais liquide et qui peut être effaçable à l'eau, comme de la craie classique, ou avec une solution à l'ammoniaque. Il est très populaire dans les restaurants pour marquer sur des ardoises le menu du jour.